# رود اگاتسوما
رود اگاتسوما (به لاتین: Agatsuma River) یک رود در ژاپن است که ۷۶٫۲۲ کیلومتر طول دارد.